# واینانت‌اسکیل (نیویورک)
واینانت‌اسکیل (به انگلیسی: Wynantskill) یک منطقهٔ مسکونی در ایالات متحده آمریکا است که در شهرستان رنسلیر، نیویورک واقع شده‌است. واینانت‌اسکیل ۶٫۳ کیلومتر مربع مساحت و ۳٬۲۷۶ نفر جمعیت دارد و ۱۰۲ متر بالاتر از سطح دریا واقع شده‌است.